# Wii U
Wii U (МФА: [ˈwiː ˈjuː]; кодовое название Project Café) — игровая консоль, разработанная компанией Nintendo, которая является преемником Wii. Система была представлена на пресс-конференции Nintendo 7 июня 2011 года на выставке E3 2011, выпущена в 2012 году. Производство консоли было прекращено 31 января 2017 года в связи с выходом Nintendo Switch.
Особенностью Wii U является новый контроллер, который может использоваться как дополнительный сенсорный экран, что позволит игроку получить новые игровые ощущения, а в некоторых играх мог частично заменить телевизор, играя через GamePad. Контроллер не совместим со всеми играми от предыдущей Wii.
Прототип Wii U был представлен на E3 2012.
11 августа 2015 года для США и Европы был закрыт ТВ-сервис Nintendo TVii из-за провала, а 7 ноября 2017 года — для Японии. Также был закрыт ещё Miiverse и Wii U Chat как и для семейств консолей 3DS из-за выхода Nintendo Switch. Это никак не повлияло на игры, которые не поддерживают платформу Miiverse.
27 марта 2023 года eShop для Wii U и для семейств консолей 3DS был окончательно закрыт. С 23 мая 2022 года была закрыта возможность добавления дебетовых и кредитных карт, а с 29 августа 2022 года — пополнение денежных средств на баланс с помощью дебетовых и кредитных карт, а также через карты пополнений eShop Card. Nintendo оставила для обеих консолей возможность повторно загружать игры и DLC, получать обновления и возможность играть онлайн. С 11 марта 2024 года больше нельзя объединять средства между Nintendo Network ID и Nintendo Account, и с 8 апреля того же года были отключены онлайн-сервера в играх Nintendo, в том числе в популярных Splatoon и Mario Kart 8 (кроме онлайн-игр от сторонних издателей и разработчиков).

## История
Консоль была задумана в 2008 году, после того как компания Nintendo осознала ряд ошибок и ограничений Wii. Основной проблемой стал тот факт, что консоль была рассчитана преимущественно на казуальную аудиторию. Одной из целей Wii U было привлечь более серьёзную игровую аудиторию. Геймдизайнер Сигэру Миямото признал, что отсутствие HD и ограниченная сетевая структура Wii способствовали тому, что консоль рассматривали отдельно от её основных конкурентов, таких как Xbox 360 и PlayStation 3. Было решено, что в новой консоли должны быть значительные структурные изменения.
Внутри компании было много споров по поводу идей для новой консоли; проект обсуждали и пересматривали несколько раз.
В июле 2024 года Nintendo официально объявила о прекращении сервисного обслуживания и ремонте приставки ввиду отсутствия запчастей.

## Предварительный анонс
Хоть консоль и была задумана ещё в 2008 году, сам анонс состоялся в мае 2011, то есть за месяц до E3 2011. На E3 2011 Nintendo провела подробное интервью по поводу новой консоли, однако ответы на большинство вопросов так и не были даны.

## Выход на рынок и продажи
Консоль поступила в продажу 18 ноября 2012 года в США, 30 ноября в Европе, 8 декабря в Японии и 21 декабря — в России (в ряде сетевых магазинов был проведён ранний старт продаж 20 декабря).
К 30 апреля 2014 года было продано 6,14 млн приставок.
31 января 2017 года Nintendo объявила о прекращении производства Wii U. По данным на 31 марта 2017 было произведено 13.56 млн консолей.

## Аппаратное обеспечение

### Wii U GamePad
Новый контроллер включает в себя 6,2-дюймовый сенсорный экран с очень большой чувствительностью, который, однако, не поддерживает мультитач. При этом контроллер сохранил традиционные элементы управления: кнопки и аналоговые стики. Такая комбинация разбивает барьеры восприятия между играми, игроками и экраном, создавая так называемое «второе окно» в мир видеоигр. В контроллер встроен акселерометр и гироскоп, присутствует виброотдача, видеокамера, микрофон, динамики и стилус.
Кроме того, Wii U также поддерживает все контроллеры от Nintendo Wii: Wii Remote или Wii Remote Plus (до четырёх одновременно), совместимый с ними Nunchuk, геймпады Classic Controller и Classic Controller Pro, а также Wii Balance Board.

### Технические характеристики
Процессор
- Трёхъядерный процессор IBM Power 750 «Espresso» (45нм техпроцесс, частота ядра 1.24 ГГц).

Память
- Оперативная память объёмом 2 ГБ (1 ГБ зарезервировано системой, 1 ГБ для игр);
- 8 и 32 ГБ (в зависимости от комплектации) встроенной флеш-памяти для хранения сохранений игр, программного обеспечения и обновлений.

Видеосистема
- Графический процессор «Latte»[англ.] основан на базе чипа AMD RV770 (но наиболее близок по параметрам к видеокартe Radeon HD 4650), 320 ядер, 40нм техпроцесс, частота 550 МГц[22];
- Вывод изображения: 1080p, 1080i, 720p, 480p через HDMI.

Энергопотребление
- Система Wii U при полной нагрузке будет использовать не более 75 Вт мощности, но большую часть времени ей потребуется только 45 Вт.

Диски
- Проприетарный формат дисков объёмом 25 ГБ.

Прочее
- Bluetooth 4.0

Габариты
- Приблизительно — высота 4,6 см, ширина 26,7 см, длина 17,3 см. Масса — около 1,5 кг.

Интернет браузер
- Движок

 — NetFront Browser NX v2.1
- Клиент

 — Mozilla/5.0 (Nintendo WiiU) AppleWebKit/534.52 (KHTML, like Gecko) NX/{Версия} NintendoBrowser/{Версия}.{две буквы региона}
- Поддерживаемые протоколы

 — HTTP1.0/HTTP1.1/SSL3.0/TLS1.0/TLS1.1/TLS1.2
- Поддерживаемые стандарты

 — HTML4.01/HTML5/XHTML1.1/CSS1/CSS2.1/CSS3. (частично)
 — DOM1-3/ECMAScript
 — XMLHttpRequest/canvas/Video/Web Storage (частично)
 — Web Messaging/Server-Sent Events/Device Orientation/WOFF/SVG
- Плагины

 — Без поддержки плагинов, как, например, Adobe Flash
- TouchEvent

 — Поддерживается одно событие за единицу времени: touchstart, touchend, touchmove, touchcancel
- Разрешение

 — Ширина: 980px, если не указано иное
 — Возможна пользовательская настройка ширины/высоты мета-тэгами.
- Сохранение/загрузка контента

 — Невозможно
- Видео

 — MP4, M3U8+TS(HTTPLiveStreaming) (частичная функциональность)
- Кодеки

 — H.264 — MPEG-4 AVC Video (частичная функциональность)
- Аудиокодеки

 — AAC — ISO/IEC 14496-3 MPEG-4 AAC (частичная функциональность)
- Обратная совместимость: новая консоль имеет обратную совместимость с Wii играми и аксессуарами. Вы также можете перевести свои игры, загруженные из канала Wii на Wii U;
- Wii U поддерживает внешние USB-носители размером до 2 ТБ.

## Комплектация
| Возможности                        | Basic Pack | Premium Pack | Limited Edition Pack |
| ---------------------------------- | ---------- | ------------ | -------------------- |
| Цвет                               | Белый      | Чёрный       | Чёрный               |
| Жёсткий диск                       | 8 ГБ       | 32 ГБ        | 32 ГБ                |
| Wii U GamePad                      | Да         | Да           | Да                   |
| Wii U Pro Controller               | Нет        | Нет          | Да                   |
| Сенсорная планка                   | Нет        | Да           | Да                   |
| Комплектная игра                   | Нет        | Да           | Да                   |
| Кабель HDMI                        | Да         | Да           | Да                   |
| Подставка для Wii U GamePad        | Нет        | Да           | Да                   |
| Подставка для подзарядки           | Нет        | Да           | Да                   |
| Вертикальная подставка для Wii U   | Нет        | Да           | Да                   |
| Nintendo Network Premium           | Нет        | Да           | Да                   |
| Семидневная подписка Wii Karaoke U | Нет        | Да           | Нет                  |

### Basic Pack
Самая дешёвая версия консоли. Включает в себя белую Wii U со встроенной NAND-памятью на 8 ГБ, Wii U GamePad, а также кабель HDMI.

### Premium Pack
Премиум-версия консоли включает в себя чёрную Wii U со встроенной NAND-памятью на 32 ГБ, Wii U GamePad, кабель HDMI, сенсорную планку, подставку под Wii U GamePad, подставку для подзарядки, Вертикальную подставку для Wii U, а также подписку на Nintendo Network Premium. Также в комплекте идёт Nintendo Land — игра, показывающая эксклюзивные возможности Wii U и её планшетного контроллера. Позднее также были выпущены комплекты с такими играми, как New Super Mario Bros. U и New Super Luigi U, Mario Kart 8, Splatoon, Super Mario Maker, Xenoblade Chronicles X.

### Limited Edition Pack
Ограниченное издание консоли. Включает в себя то же, что и Premium Pack, а также классический контроллер от Nintendo — Pro Controller. В разное время поставлялась в комплекте с такими играми, как ZombiU, Monster Hunter 3 Ultimate, The Legend of Zelda: The Wind Waker HD, Lego City Undercover.

## Игры
На момент выхода библиотека консоли включала в себя следующие игры:
- Assassin's Creed III
- Batman: Arkham City
- Call of Duty: Black Ops II
- Darksiders II
- Epic Mickey 2: The Power of Two
- Sports Connection
- FIFA 13
- Game Party Champions
- Just Dance 4
- Mass Effect 3
- New Super Mario Bros. U
- Ninja Gaiden 3: Razor's Edge
- Nintendo Land
- Rabbids Land
- Scribblenauts Unlimited
- Sing Party
- Skylanders Giants
- Sonic & All-Stars Racing Transformed
- Tekken Tag Tournament 2
- Transformers: Prime – The Game
- Warriors Orochi 3 Hyper
- Wipeout: The Game
- Your Shape: Fitness Evolved 2013
- ZombiU

По состоянию на 23 июля 2015 года Wii U имеет 639 подтверждённых игр, 173 из них являются эксклюзивами для консоли. Наиболее популярные розничные игры от Nintendo и других разработчиков также доступны через цифровой сервис Nintendo eShop.

## Критика
С начала старта продаж Wii U появилось немало негативных отзывов, в основном связанных с необходимостью после покупки скачивать обновление в 1 ГБ, которое загружалось и устанавливалось в течение примерно полутора часов. Обновление было необходимо для возможности использования онлайн-сервисов, профиля и меню Wii и в целом повышало стабильность системы. Также на старте требовалось скачать обновления для большинства игр. Недовольство у первых покупателей вызывало и долгое время загрузки некоторых игр и приложений в меню. Тем не менее браузер Wii U на момент её выхода был одним из лучших среди домашних консолей.